# Boe (Wahlkreis)
Boe ist ein nauruischer Wahlkreis. Er besteht einzig aus dem gleichnamigen Distrikt Boe. Er entsendet zwei Mitglieder ins Nauruische Parlament in Yaren. Dies sind momentan Asterio Appi und Baron Waqa.

## Wahlresultate vom 9. Juli 2016
| Kandidat         | Stimmenwert |
| ---------------- | ----------- |
| Asterio Appi     | 248.633     |
| Baron Waqa       | 246.134     |
| Mathew Batsiua   | 225.752     |
| Mike Dagiaro     | 203.688     |
| Abraham Aremwa   | 164.008     |
| Dale Cecil       | 144.567     |
| Geoffrey Harris  | 139.807     |
| Capelle Randwick | 129.773     |
| Kinza Clodumar   | 109.217     |

Es wurden 569 gültige und 10 ungültige Stimmen abgegeben.